# 2CRSi
2CRSi est une entreprise française qui conçoit et fabrique des serveurs informatiques.
Elle est cotée à la bourse de Paris depuis 2018.

## Histoire
Fondée en 2005 par Alain et son frère Michel Wilmouth,.  
En 2018, 2CRSi entre en bourse (Euronext Paris) avec une levée de fonds de 43,7 millions d’euros,. Jusqu'alors l'entreprise « a toujours été rentable » et est surtout présente en France et aux États-Unis. La même année, 2CRSi adhère au projet OCP.
En 2019, 2CRSi se dote d'un réseau de distribution en Angleterre en achetant la société Boston Limited.
En mars 2021, 2CRSi agit en justice afin de reprendre son matériel, d'un montant de 30,2 millions d'euros, donné en location-vente à l'entreprise Blade qui est en redressement judiciaire.
Fin 2022, l’entreprise transfère la cotation de ses actions sur Euronext Growth Paris.
En juin 2023, l'entreprise cède la société Boston Limited à une filiale de Source Code LLC, un opérateur américain.  

## Activité
2CRSi conçoit, fabrique et vend des serveurs informatiques « à hautes performances techniques et environnementales » (stockage, calcul et réseau) pour les centres de données, les éditeurs de logiciels et les industriels.

### Actionnariat
Au 31 août 2022, la famille fondatrice détient 48 % du capital et 64 % des droits de vote.   

## Controverse
En 2021, l'entreprise est accusée par Rue 89 Strasbourg de harcèlement moral dans son management et de propos sexistes au travail. La direction dément.